# Sturmabteilung
Sturmabteilung (SA) (tyskt uttal: [ˈʃtʊɐ̯mʔapˌtaɪlʊŋ]

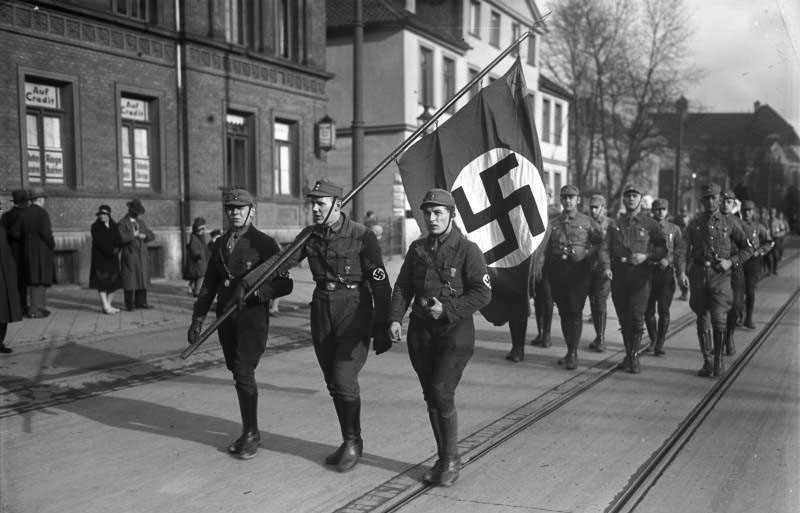
Sturmabteilung i Braunschweig april 1932.

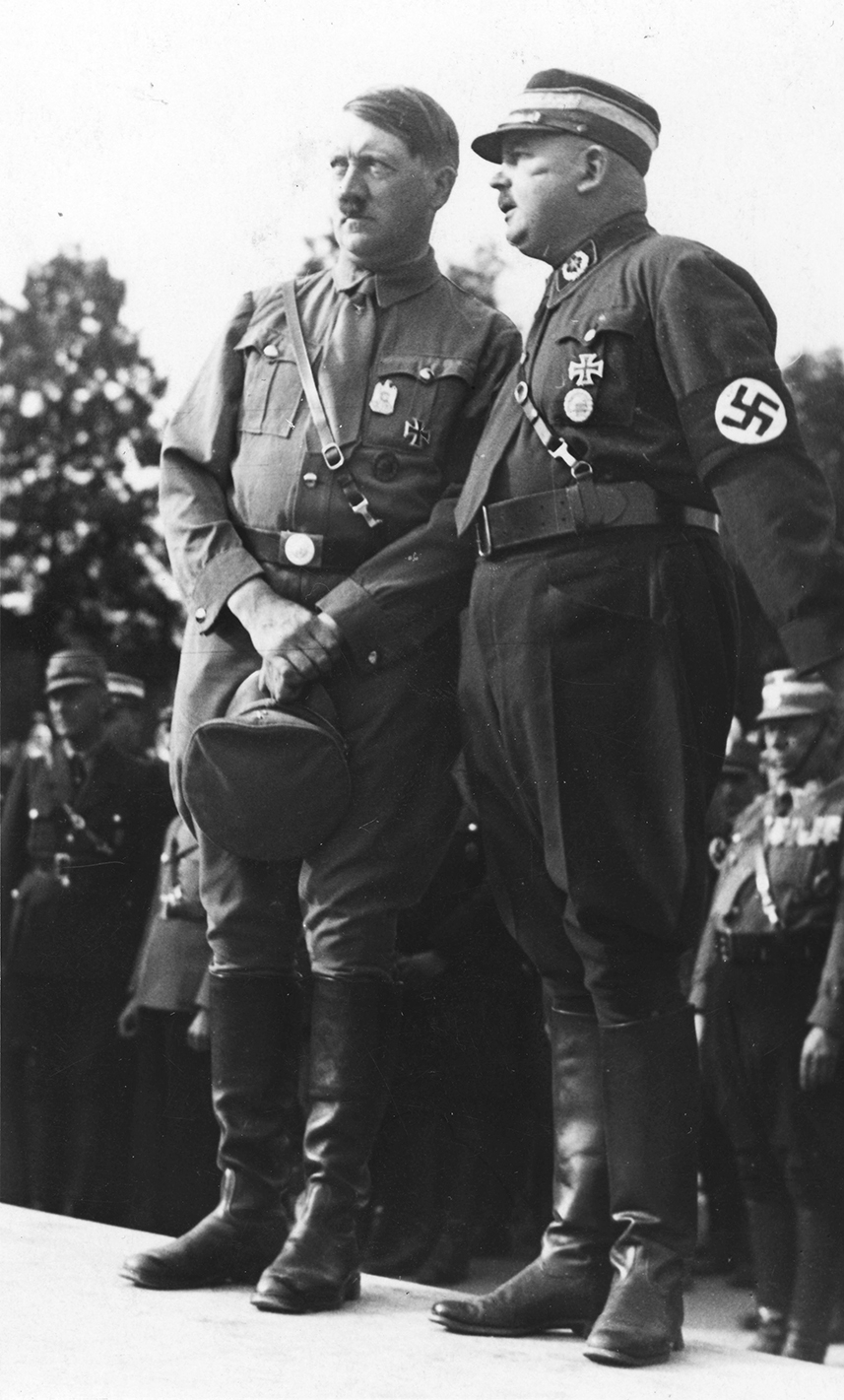
Adolf Hitler och Ernst Röhm vid Reichsparteitag år 1933.

 ( lyssna); ungefär "stormavdelning" eller "attacktrupp", även kallade Brunskjortor) var den ursprungliga paramilitära underorganisationen i Nationalsocialistiska tyska arbetarepartiet (NSDAP).

## Betydelse
SA spelade en nyckelroll i hur Adolf Hitler kom till makten under 1920- och 30-talet. Deras huvuduppgifter var att bistå med skydd vid nazistiska demonstrationer och samlingar, att störa ut möten hållna av motståndarpartier, våldsamma konflikter med paramilitära förbund från motståndarpartier (särskilt Roter Frontkämpferbund) samt att provocera fackanslutna, eller medborgare med slaviskt, judiskt eller romskt ursprung. SA:s officiella kampsång var Horst-Wessel-Lied (Die Fahne hoch), en marsch som även blev Nazitysklands inofficiella nationalsång, sjungen direkt efter Deutschlandlied. Organisationen saknade reell makt efter Långa knivarnas natt 1934. SA ersattes i praktiken med SS, även om organisationen inte formellt upplöstes. Organisationen förbjöds efter Tredje rikets slutgiltiga kapitulation 1945.

## Ursprung och roll underWeimarrepubliken
I de orediga och politiskt våldsamma åren efter första världskriget kunde inte den ordinarie statsmakten upprätthålla ordning och säkerhet i Tyskland. Dess politiska system förutsatte valmöten, offentliga framträdanden och manifestationer. Partier och grupperingar störde varandras möten så starkt att systemet hotades. I detta läge skapade olika partier sina egna ordningsavdelningar för att trygga de egna mötena och de egna aktiviteterna och för att störa motståndarnas. Både kommunister och antikommunister skapade frikårer, såsom Roter Frontkämpferbund. Den effektivaste av dessa organisationer visade sig vara Adolf Hitlers parti och dess SA, som hade kommunisterna som huvudfiende. 
SA grundades år 1920 under namnet Turn- und Sportabteilung och bestod då av en grupp män från Granatkastarkompani 19, medan ledningen rekryterades från olika frikårer. Det var en paramilitär organisation som bildades för att skydda nazistiska möten och störa motståndarnas. Förste ledare Emil Maurice var från november 1920 till april 1921. Maurice var av judisk härkomst, senare SS-Oberführer och utnämnd till "hedersarier". Den 5 oktober 1921 antogs namnet Sturmabteilung. Hans Ulrich Klintzsch och Hermann Göring ledde SA fram till 1923. SA medverkade vid Ölkällarkuppen i november 1923 då Hitler försökte ta makten i Bayern. Efter följande rättegång förbjöds NSDAP varvid SA upplöstes och återuppstod först 1925. Sedan växte organisationen och blev ett återkommande inslag i gatumiljön, med marscher och fanbärande, såväl som slagsmål med politiska opponenter. Hitlerjugend var en del av SA fram till 1932. Ernst Röhm återkom till Tyskland efter flera år i Bolivia, och förordnades av Hitler att leda SA, som Stabschef der SA.

## Roll i Nazityskland

Sturmabteilungs vimpel.

SA spelade en central roll inom det nazistiska partiet fram till sommaren 1934, främst genom att föra Adolf Hitler till makten och därefter konsolidera det nationalsocialistiska styret. Dessutom trakasserade SA judar, bland annat genom att markera ut butiker som ägdes av judar och uppmana till bojkott och hindra folk att handla där. 
Hitler hade stor användning för SA under åren fram till maktövertagandet 1933, men därefter ställde SA, under ledning av Ernst Röhm, krav på en "andra revolution" riktad mot det konservativa etablissemanget, så som Gregor Strasser förespråkade. Man ville även att SA skulle ersätta eller absorbera armén som en Volksheer vid en tidpunkt då SA hade 3 miljoner medlemmar, jämfört med den tyska krigsmakten på 100 000 man. Men Hitler ämnade aldrig låta SA bilda den nya krigsmakt han börjat bygga upp, då han behövde Wehrmachts stöd och kompetens för kommande krig. Hitler fruktade också att Röhm skulle kunna använda SA:s styrka för att själv ta makten. Allt detta besvärade Hitler. Därför fick den tidigare tämligen obemärkta organisationen Schutzstaffel (SS), en underavdelning inom SA, under ledning av Heinrich Himmler, i uppgift att neutralisera SA:s ledning. Detta skedde i samband med ett SA-läger i Bad Wiessee den 30 juni 1934. Genom en brutal våldsaktion mördades Ernst Röhm och minst 80 särskilt utvalda personer, huvudsakligen inom SA, men också Hitlers företrädare som rikskansler, general Kurt von Schleicher, politiska motståndare, kritiker och andra som betraktades som en politisk risk. Händelsen fick omgående namnet "de långa knivarnas natt". Den 1 juli proklamerades att SA skulle "få semester", och brunskjortorna försvann från gatorna. Istället inledde Hitler nu upprustningen av sin krigsmakt.  
I början av augusti samma år, 1934, dog den åldrade presidenten Paul von Hindenburg, och Hitler utropade sig som Tysklands Führer (ledare). Krossandet av SA som delvis självständig organisation gjorde slut på den öppna interna oppositionen mot Hitler i nazistpartiet fram till andra världskrigets sista dagar. SA fortsatte att existera även efter detta men hade förlorat all makt och betydelse och dess ledande roll övertogs av SS. I fortsättningen till upplösningen den 8 maj 1945 var Hitler alltjämt SA:s högste ledare, som sådan sedan 1930, men organisationen styrdes av SA:s stabschef. Den mest kända gärning som SA efter detta utförde, var vandaliseringen under Kristallnatten 1938, då över 1 000 synagogor och bönehus samt över 7 000 judiska butiker plundrades och förstördes. Under kriget kunde SA bekämpa motståndsrörelsen i Tyskland och ockuperade områden. Efter kriget blev ett antal SA-män åtalade i Nürnbergrättegångarna.

## Symboler
Den uniform som från 1925 kom att bli vanlig inom SA var en brun uniform, ursprungligen tänkt för en tyskafrikansk arméenhet under Paul von Lettow-Vorbeck, men blivit överflödig och anskaffades av Gerhard Rossbach 1923. Innan dess kunde medlemmar använda både sina gamla militära uniformer eller civila kläder utan strikta regler. Från 1932 fick företaget Hugo Boss uppdraget att förse alla NSDAP:s enheter utom SS med olika typer av bruna uniformer.
Inom SA förekom en kult kring fanor och standar, som överlämnades med speciell högtidlighet till sådana som skulle hedras. En vanlig standartext var "Deutschland Erwache" ("Vakna, Tyskland") från Dietrich Eckarts dikt "Sturm, Sturm, Sturm". Den vanligaste symbolen var hakkorset. Den användes även på armbindlar som normal del av uniformen. Hakkorsflaggan hade samma utförande som för övrigt inom NSDAP, men SA:s specifika flaggor använde samma färger, inkorporerande SA:s emblem. Färgerna som användes inom NSDAP symboliserade enligt Adolf Hitler: rött för social rättvisa (socialism) och vitt för den heliga nationalkänslan. Hakkorset stod för arbete och kamp, med segervisshet, sedan gammalt även välgång i sanskrit, med koppling till runor och anses även ibland symbolisera "S" i socialism och seger (Sieg), form liknande två sigrunor. Hakkorset hade redan använts som symbol för arierna av Émile-Louis Burnouf, som influerat arianismen.

## Social struktur
Det högre ledarskapet (Standartenführer och högre) hade alla deltagit i första världskriget. Förutom sin militära bakgrund delade de ett socialt ursprung från små- eller medelstora företagare (Mittelstand). I de högsta graderna dominerade före detta yrkesofficerare och frikårsledare. En undersökning av SA i Oberbayern 1932 visar följande sociala ursprung bland dess medlemmar:
- Arbetare 62 %
- Lägre mellanskikt (hantverksmästare, köpmän, bönder, lägre tjänstemän) 34 %
- Högre mellanskikt och högsta skiktet (direktörer, högre tjänstemän, studenter, fria yrken och storföretagare) 2 %

Även andra undersökningar visar att andelen arbetare var större i SA än i nazistpartiet i övrigt.

## SA-Wehrmannschaften

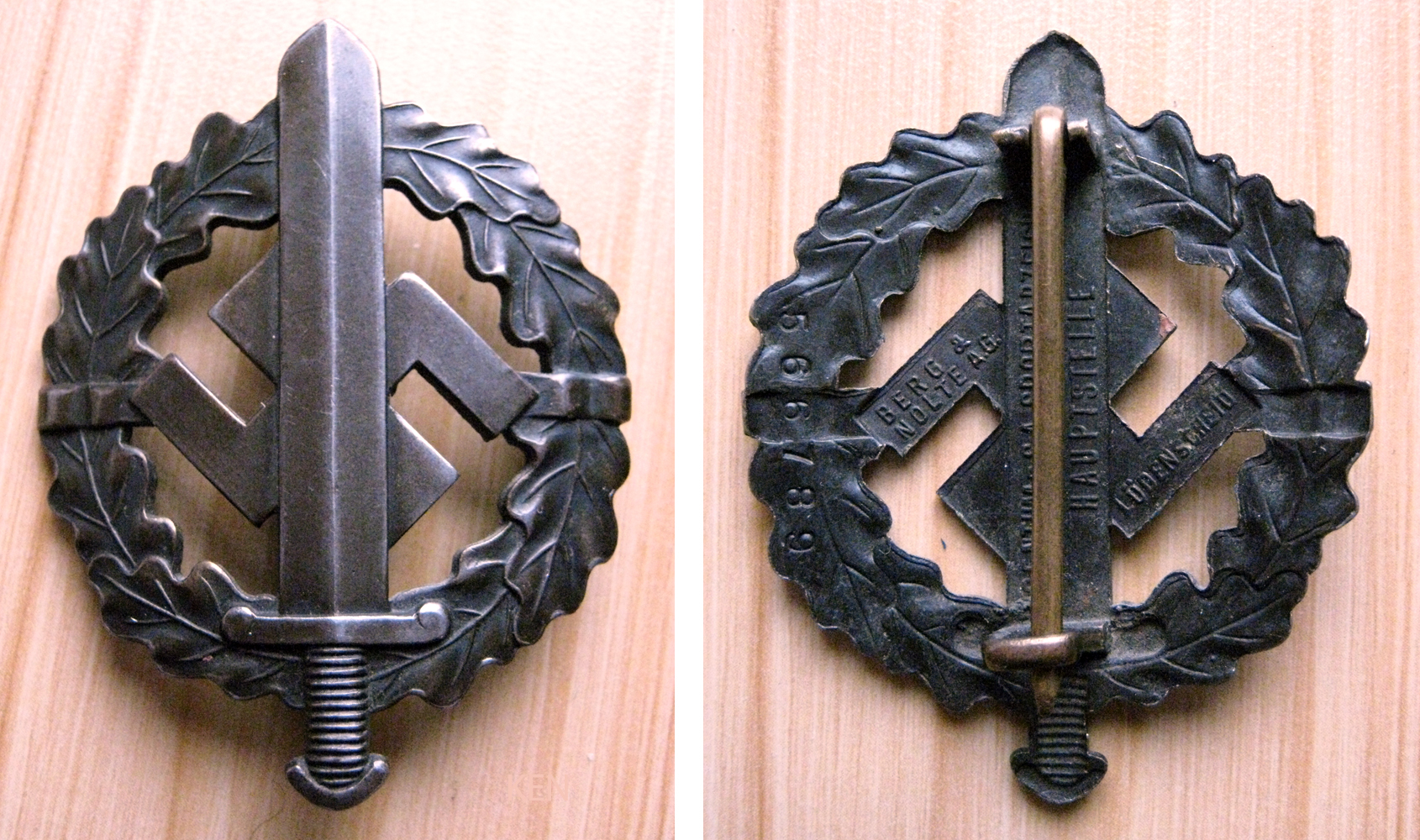
SA-Wehrabzeichen, tidigare benämnt SA-Sportabzeichen.

Vid sidan av sina politiska uppgifter fick SA 1939 i uppdrag att genomföra den militära utbildningen före och efter den ordinarie militärtjänsten. Därför bildades Jung-Wehrmannschaften för den förmilitära och Wehrmannschaften för den eftermilitära utbildningen. Den obligatoriska tjänsten i Wehrmannschaften omfattade samtliga värnpliktiga i armén, Kriegsmarine och Luftwaffe, som inte tillhörde andra partiformationer för specialutbildning. Prov för SA-Wehrabzeichen (kammargevärsskjutning, handgranatskastning, terränglöpning, 15 km-marsch ) kunde även avläggas av andra än SA-medlemmar.
I Steiermark organiserade SA-Gruppe Südmark ett hemvärn, "Wehrmannschaft des Steirischen Heimatbundes" för att bekämpa jugoslaviska partisaner. Styrkan som hade över 65 000 medlemmar bestod inte enbart av SA-män, men hade SA-uniformer och gradbeteckningar. 

## Organisation

Principskiss över SA:s organisation.

Kommandotecken för chefen för ett SA-ryttarstandarte.

SA lydde nominellt direkt under Hitler, men befälet fördes av en stabschef som förfogade över en stab. SA indelades i ett antal Gruppen med tillhörande områden. Varje Gruppe bestod av Brigaden (brigadområden med 1-58 tusen man), vilka i sin tur indelades i underavdelningar ända ned till den lägsta enheten. Exempelvis kunde ett Sturmbann omfatta 108-1280 man.
År 1938 omorganiserades SA efter rent militära grunder. 1939 bestod SA sålunda av:
1. Allmänna SA
  1. Aktiva SA-I (medlemmar i åldrarna 18–35 år)
  2. Aktiva SA-II (medlemmar i åldrarna 35–45 år)
2. SA-Reserven (medlemmar över 45 år)
3. SA-Wehrmannschaften

Medlemmarna organiserades efter militära utbildningsgrenar och tillhörde särskilda styrkor som ryttar-, ingenjör-, signal- och marinförband.

## Verksamhetschefer för SA med titlar

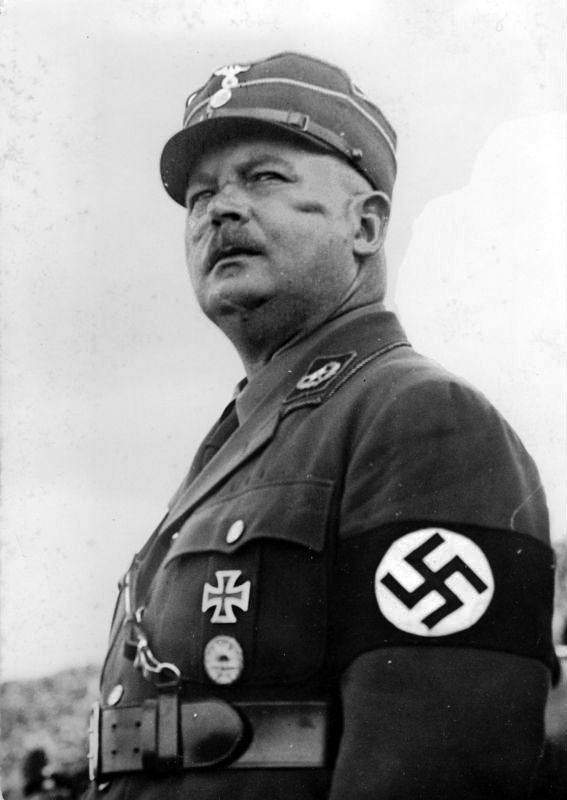
Ernst Röhm i augusti 1933.

I referenser förekommer titlarna Oberster SA-Führer, Reichsführer-SA resp. Stabschef ibland för samma person.
- Emil Maurice (1920–1921)
- Hans Ulrich Klintzsch (1921–1923) Oberster SA-Führer (titelns datering oklar)
- Hermann Göring (1923) Oberster SA-Führer
- (Ingen) (SA förbjudet 1923–1925)
- Franz Pfeffer von Salomon (1926–1930) Oberster SA-Führer
- Franz Pfeffer von Salomon (1926–1930) Reichsführer-SA från Hitlers övertagande av ledningen, ställföreträdare åt Oberster SA-Führer
- Adolf Hitler (1930–1931) Oberster SA-Führer till 1945 (enligt uppgifter redan från 1926)
- Ernst Röhm (1931–1934) Stabschef, Reichsleiter-SA
- Viktor Lutze (1934–1943) Stabschef, Reichsleiter-SA
- Wilhelm Scheppmann (1943–1945) Stabschef, Reichsleiter-SA

## Grader 1934–1945
SA var den första nazistiska paramilitära gruppen att utveckla pseudo-militära gradbeteckningar för sina medlemmar. Gradbeteckningarna användes senare även av andra nazistiska grupperingar, framförallt Schutzstaffel (SS), som i sig själva ursprungligen var ett utskott av SA. SA-män kallades ofta brunskjortor efter färgen på sina uniformer (jmf. Benito Mussolinis svartskjortor). Brunfärgade skjortor användes av SA eftersom en stor mängd bruna skjortor fanns tillgängliga billigt efter första världskriget, då skjortorna ursprungligen hade beställts till trupper i tyska kolonier.  Gradbeteckningarna inom SA var likt SS helt skilda från den ordinarie militären, se Nazitysklands rangordning.

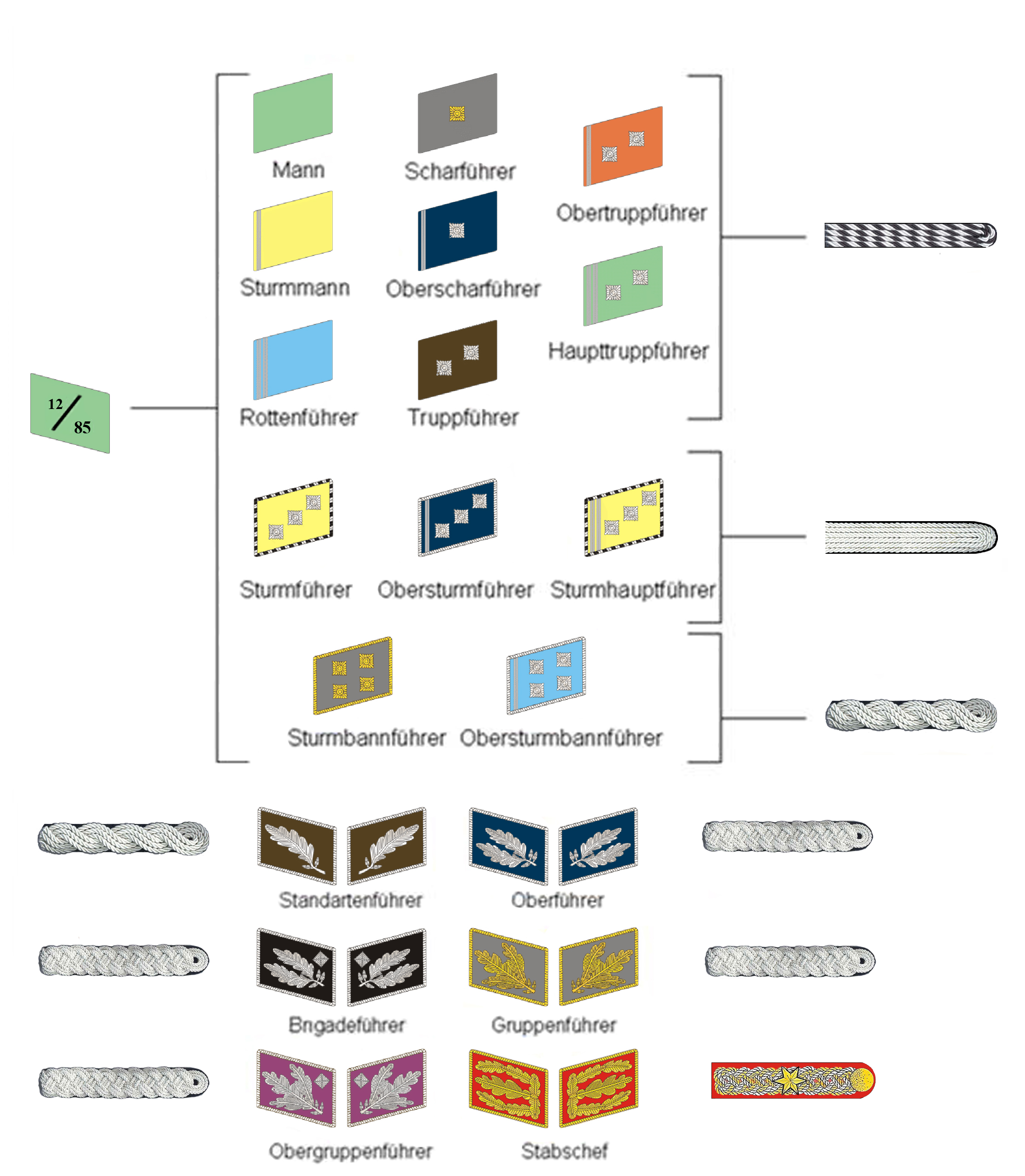
SA:s gradbeteckningar 1934-1945.

- Oberster SA-Führer (OSAF)
- Stabschef der SA
- SA-Obergruppenführer
- SA-Gruppenführer
- SA-Brigadeführer
- SA-Oberführer
- SA-Standartenführer
- SA-Obersturmbannführer
- SA-Sturmbannführer
- SA-Sturmhauptführer
- SA-Obersturmführer
- SA-Sturmführer
- SA-Haupttruppführer
- SA-Obertruppführer
- SA-Truppführer
- SA-Oberscharführer
- SA-Scharführer
- SA-Rottenführer
- SA-Obersturmmann
- SA-Sturmmann
- SA-Mann
- SA-Anwärter

## Tjänstegrensfärger 1939–1945
Tjänstegrenar angavs sedan 1939 på uniformen genom färgkoder på kragspeglar och passpoaler. Därigenom avskaffades det tidigare systemet då färgerna angav områdestillhörighet.
| Tjänstegren                                                              | Färg        | Färg |
| ------------------------------------------------------------------------ | ----------- | ---- |
| Högsta SA-ledningen (Oberste SA-Führung)                                 | Karmosinröd |      |
| - Stabschefen (Chef des Stabes der SA) - Gruppstaberna (SA-Gruppenstäbe) | Ljusröd     |      |
| Signal-SA (Nachrichten-SA)                                               | Citrongul   |      |
| Ryttar-SA (Reiter-SA)                                                    | Guldgul     |      |
| SA-jägare/SA-skyttar (SA-Jäger/SA-Schützen)                              | Jägargrön   |      |
| Sjukvårds-SA (Sanitäts-SA)                                               | Ljusblått   |      |
| Marin-SA (Marine-SA)                                                     | Marinblått  |      |
| SA-Fottrupper (SA-Fußstandarten)                                         | Grå         |      |
| Pionjär-SA (SA-Pioniere)                                                 | Svart       |      |